# Eutyporhachis rafaelanus
Eutyporhachis rafaelanus är en mångfotingart som först beskrevs av Chamberlin 1922.  Eutyporhachis rafaelanus ingår i släktet Eutyporhachis och familjen Chelodesmidae. Inga underarter finns listade i Catalogue of Life.